# Dalcetrapib
Dalcetrapib (INN, có tên mã JTT-705) là một chất ức chế CETP được Hoffmann-La Roche phát triển cho đến tháng 5 năm 2012. Thuốc nhằm mục đích tăng nồng độ " cholesterol tốt" trong máu (cholesterol mang trong các hạt HDL, còn gọi là HDL-C). Các quan sát trước cho thấy rằng mức HDL cao tương quan với sức khỏe tim mạch tổng thể tốt hơn, mặc dù vẫn chưa rõ liệu việc tăng mức HDL có dẫn đến tăng sức khỏe tim mạch hay không.
Một thử nghiệm lâm sàng kéo dài 24 tuần cho thấy dalcetrapib đã làm tăng mức HDL-C, hỗ trợ hiệu quả mong muốn của tác nhân. Hơn nữa, thử nghiệm dal-PLAQUE giai đoạn IIb đã tìm thấy bằng chứng giảm mảng bám. Giảm mảng bám là một quan sát dự đoán sau khi tăng HDL.
Tính đến 2010 thử nghiệm giai đoạn II đã bắt đầu và không có bằng chứng về huyết áp tăng đã được quan sát với torcetrapib.
Thử nghiệm dal-VESSEL giai đoạn IIb không tìm thấy bằng chứng về cải thiện giãn nở qua trung gian dòng chảy. Mức tăng khối lượng Lp-PLA 2 tăng 17% đã được ghi nhận. Lp-PLA 2 có liên quan đến bệnh tim mạch vành và đột quỵ.
Thử nghiệm lâm sàng giai đoạn III dal-OUTCOMES vượt qua lần phân tích tạm thời đầu tiên của mình vào tháng năm 2011, Tuy nhiên, phát triển được dừng lại trên 07 tháng năm 2012 “do sự thiếu hiệu quả có ý nghĩa lâm sàng.”.
Kết quả của dal-OUTCOMES III đã được công bố vào tháng 11 năm 2012.
Một nghiên cứu hiệp hội trên toàn bộ bộ gen dược lý (GWAS) đã báo cáo rằng các bệnh nhân từ nghiên cứu dal-OUTCOMES mang một alen bảo vệ tại SNP rs1967309 trong gen ADCY9 có thể đã được hưởng lợi từ liệu pháp dalcetrapib. Những thay đổi trong khả năng viêm và khả năng thải cholesterol phần nào có thể giải thích những lợi ích liên quan đến kiểu gen bảo vệ. Thử nghiệm Dal-GenE hiện đang xác nhận những quan sát này. Thử nghiệm lâm sàng này là một nghiên cứu ngẫu nhiên có đối chứng giả dược để đánh giá tác dụng của dalcetrapib đối với nguy cơ tim mạch ở những bệnh nhân mắc hội chứng mạch vành cấp tính gần đây mang kiểu gen bảo vệ.